# Глифада (Тасос)
Глифада (грч. Γλυφάδα) је приморско насељено место на острву  Тасос у периферији Источна Македонија и Тракија, Грчка. Према попису из 2021. године било је 5 становника.
Насеље се први пут помиње на попису из 1971. године без становника јер је још било у изградњи, док је 1981. године имало седам становника. Представља туристичко насеље и налази се три километара од Лименаса.